# ブルネイの国際関係

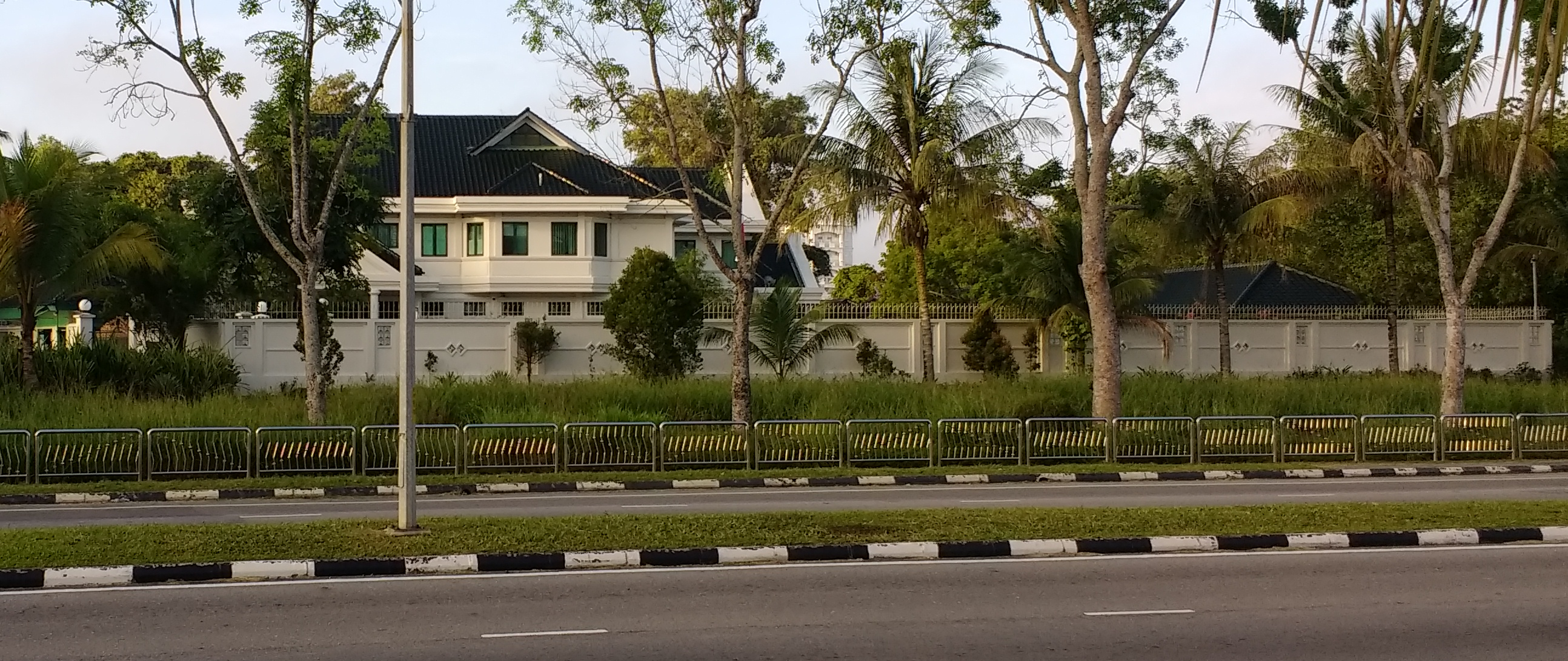
日本国大使館

ブルネイの国際関係（ブルネイのこくさいかんけい）ではブルネイ・ダルサラーム国とそのほかの国の関係について述べる。
日本との関係は日本とブルネイの関係にて記載
ブルネイは、完全独立を果たしたその1週間後の1984年1月7日、ASEANに加盟し、ASEAN関係を外交の第一優先にしてきた。1984年9月には国際連合に加盟した。この年ブルネイ国王は日本訪問を行い、昭和天皇との晩餐にも招待された。また、ブルネイはイスラム諸国会議機構（OIC）、アジア太平洋経済協力（APEC）、そしてイギリス連邦にも加盟している。2000年11月、ブルネイはAPEC経済相会議の議長国を務めた。2005年からは、東アジアサミットにも参加している。

## 国際論争
領土問題としてブルネイは南沙諸島（スプラトリー諸島）の問題を抱えており、中華人民共和国、マレーシア、フィリピン、台湾、ベトナムと論争を繰り広げている。1984年、ブルネイはルイーザ岩礁（南沙諸島の南に位置）を取り囲むように排他的経済水域を策定したが、公式には主張していない。
ブルネイは諸外国に在外公館を開設している。マレーシアや他のASEAN諸国とは別に、イスラムやアラブ諸国と広く関係を持っている。